# Tiskařství

Tiskařství je obor zabývající se výrobou tiskovin. Tiskařství je jednou ze součástí oboru polygrafie. Polygrafie zpracovává a tiskem rozmnožuje textové a obrazové předlohy. Osoba, která se využívá stroj pro výrobu tiskovin se nazývá tiskař.

## Historie tisku
První zmínky o vzniku písma sahají až do Sumerské říše. Nebylo to písmo takové, jaké známe dnes. Jednalo se spíše o soubor znaků, které byly tisknuty do hliněných tabulek. Další civilizace psaní a písmo dále vyvíjely. K tisku se lidé opět vrátili až s čínským vynálezem papíru ve 2. století našeho letopočtu. Od tisku jednotlivých znaků se s vynálezem deskotisku přešlo k tisku stran. Prvotním materiálem pro tuto techniku bylo dřevo a později kov.

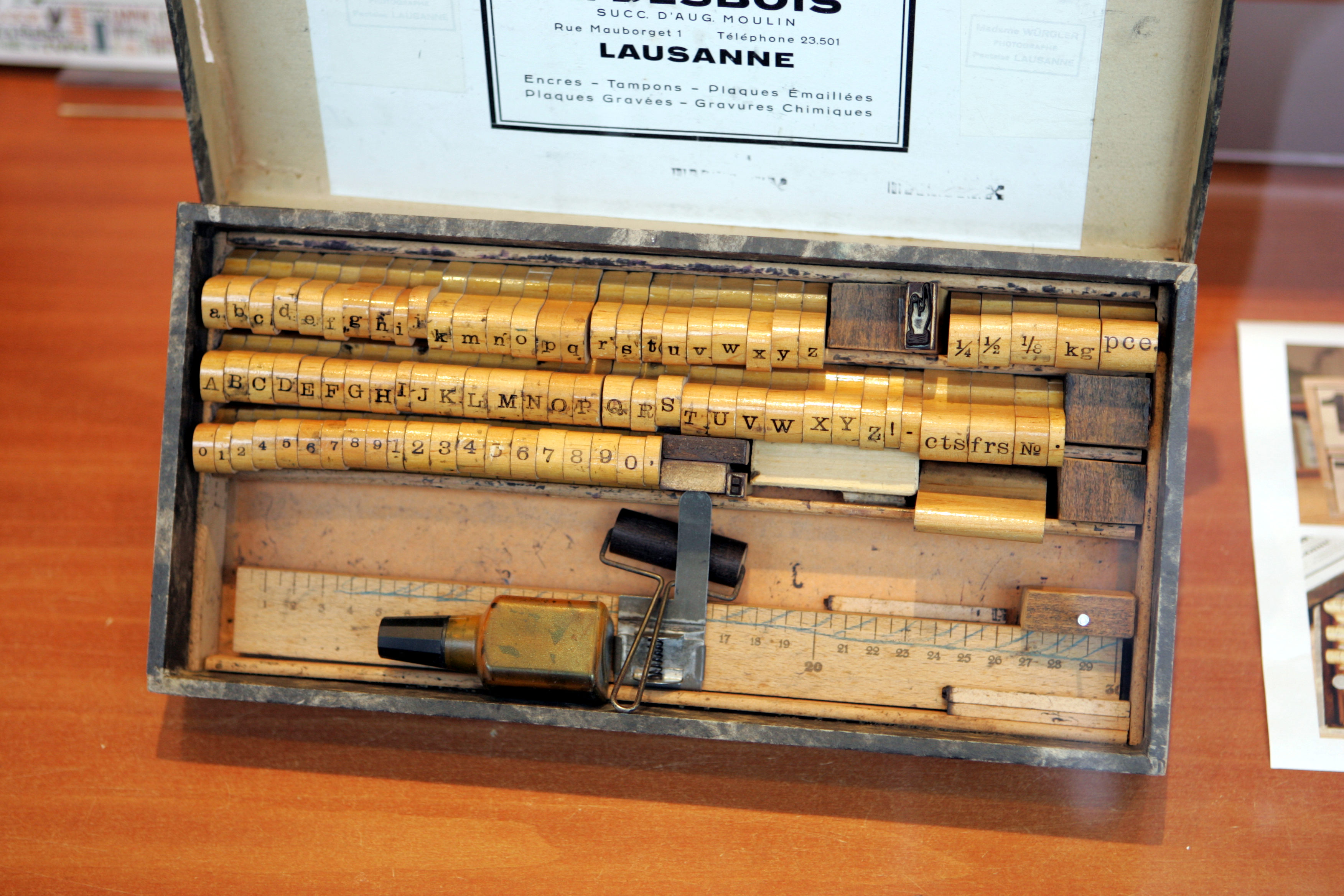

Johannes Gutenberg (1400 - 1468) byl německý zlatník a vynálezce knihtisku, který působil v Mohuči a Štrasburku. Jeho vynález spočíval v odlévání kovových liter z matric, v jejich sestavování do řádků a stran a v otiskování tiskařskou černí na dřevěném lisu. S tímto vynálezem se tiskařství razantně rozšířilo. Tisk byl rychlejší a přesnější.
Tiskaři ručně sázeli každé písmeno zvlášť, což znamenalo velice pracný a zdlouhavý způsob přípravy tisku. Tento problém odstranil až v 19. století Němec Ottmar Mergenthaler, který přišel na myšlenku sázet písmena automaticky. Sázecí stroj sám vybíral a sázel příslušná písmena, sazeč stroj ovládal pomocí klávesnice podobné psacímu stroji. Tak vznikl první sázecí stroj, který se nazýval „monotype“(odléval písmena odděleně). Další vývoj sázecích strojů je Linotype (cca 1884) který odléval již celé řádky textu.
Nelze zapomenout na proslulé vynálezce z českých zemí, kteří zdokonalili techniku knihtisku. Patří k nim Alois Senefelder (1771 – 1834), vynálezce kamenotisku, Jakub Husník (1837 – 1916), vynálezce světlotisku a Karel Klíč (1841 – 1926), vynálezce heliogravury a hlubotisku.
V druhé polovině 20. století se u linotypů začaly využívat děrné pásky. S příchodem počítačové techniky nastává v tiskařství druhá revoluce. Prosazuje se tzv. fotosazba a digitalizace. Díky technologii Desktop publishing se stránky knih, časopisů a ostatních tiskovin připravují pouze elektronicky.

## Tiskařství v Čechách

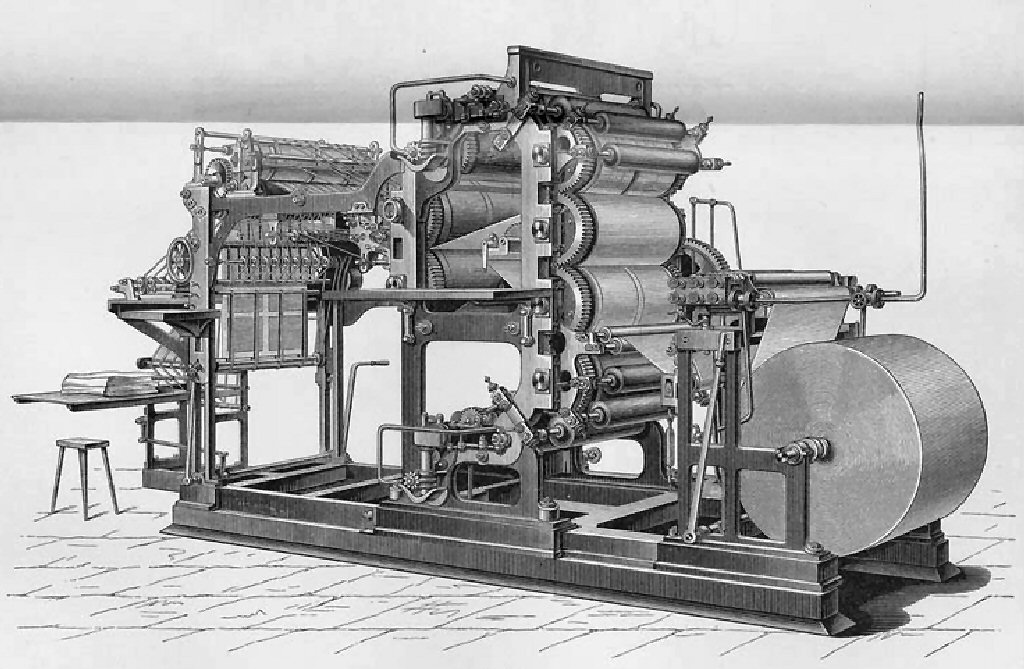

Tiskařství má v českém prostředí dlouhou tradici a mimořádné místo. Tisk knih a časopisů byl často spjat se zájmy prosazování českého jazyka a národního vědomí. Rozšíření tisku pak mělo velký vliv na gramotnost a vzdělání českého obyvatelstva.
- Jiří Melantrich z Aventina byl významný český renesanční tiskař a nakladatel.
- Daniel Adam z Veleslavína byl významný literárně činný tiskař, humanista a organizátor
- Jiří Nigrin z Nigropontu byl významný pražský rudolfinský tiskař a nakladatel, známý svými jednolisty a nototisky.
- Josef Farský byl český tiskař, majitel polygrafického ústavu v Praze.
- Karel Ferdinand Bellmann byl český, německy hovořící nakladatel a tiskař.
- Jan Hostivít Pospíšil (30. 5. 1785 – 8. 10. 1868), český tiskař, nakladatel a knihkupec v Hradci Králové od roku 1808, od roku 1826 v Praze. Využíval kamenotisk k tisku titulních stran.
- Antonín Birkhardt (1677 – 20. ledna 1748), přední pražský mědirytec a tiskař, od 20. do 40. let 18. století vedl v Praze rozsáhlou tiskařskou dílnu.